# النظام الأيوليكي

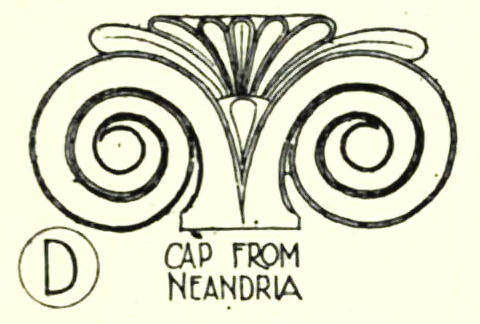
رسم أيولي

النظام الإيوليكى أو النظام الإيولر كان نظامًا مبكرًا للهندسة المعمارية الكلاسيكية في بلاد الشام. وهو يشبه الترتيب الأيوني المعروف، ولكنه يختلف في تاج العمود، حيث ترتفع سعفة النخيل بين الحلزونين الخارجيين، بدلاً من ربطهما في الجزء العلوي من تاج العمود. تُظهر العديد من الأمثلة أيضًا تفاصيل مبسطة مقارنة بالأيونية.

## العواصم "البدائية الإيوليكية" في جنوب بلاد الشام

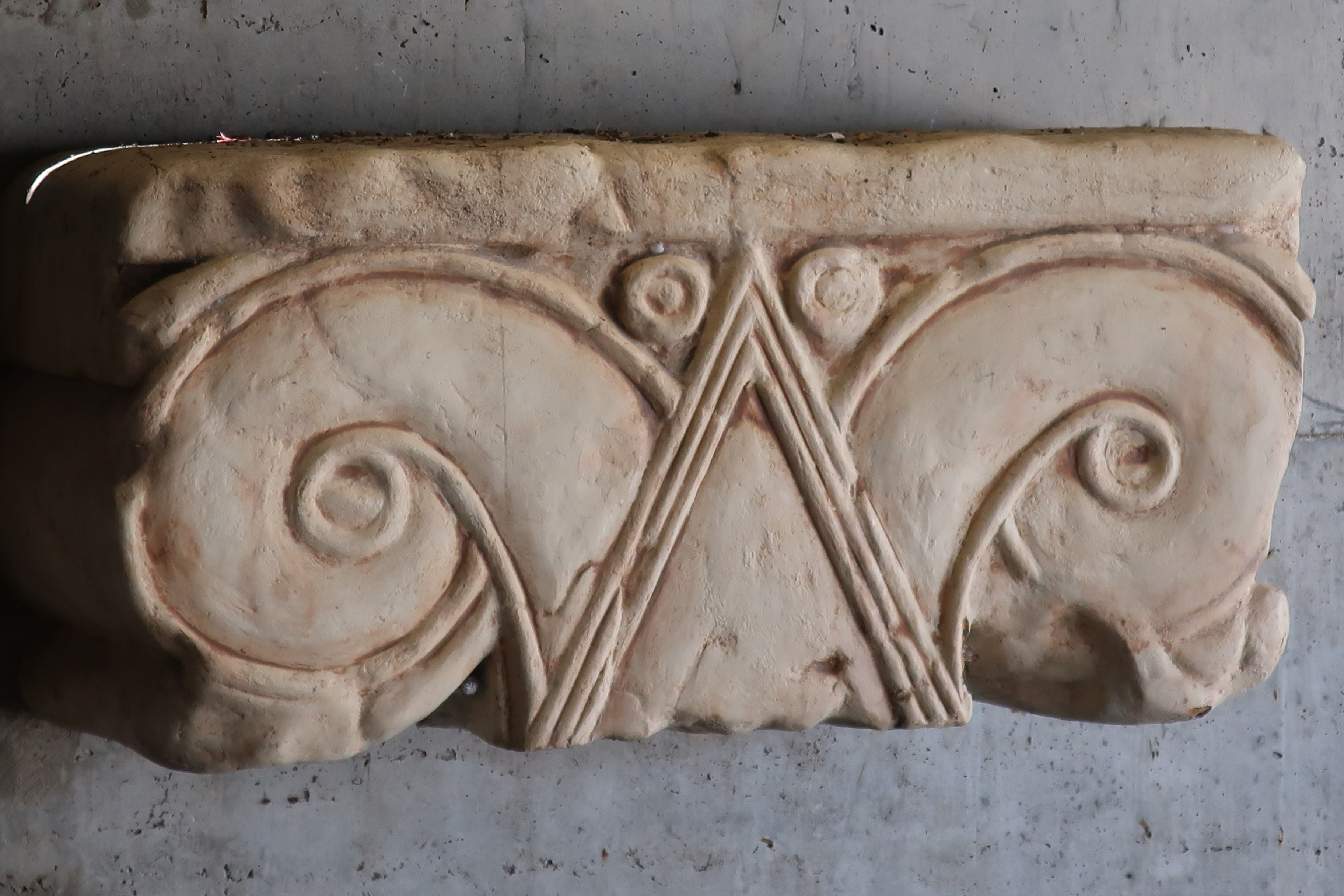
اكتشاف تاج عمود بروتو-إيوليك في مدينة داود بالقدس

كانت الهياكل الحجرية المزخرفة التي تذكرنا بالنظام الأيوليكي، والمعروفة على نطاق واسع باسم التيجان "الأولية الأيولية" أو "الأولية الأيونية"، شائعة بشكل خاص في جنوب بلاد الشام خلال العصر الحديدي. اكتشفت تيجان من هذا الطراز في المباني الملكية وبوابات المدن المحصنة. وقد استخدمت في بعض أعمال المباني الحجرية، وهو أسلوب معماري مخصص للقصور الملكية الشامية. واحد منهم هو 110 × 28 × 60 سم من البعد ويختلف أيضًا عن القانون في تفاصيله الزخرفية، حيث يظهر شكلًا مثلثًا في المركز كنقطة التقاء الحلزونات الكبيرة
اكتشفت تيجان أولية في عدة مواقع في القدس وفي الضفة الغربية: واكتشف 27 من التيجان في مواقع تابعة لمملكة إسرائيل الشمالية، بما في ذلك حاصور، ومجدو، وتل القاضي، السامرة، وعلى جبل جرزيم. وتم اكتشاف 11 بناءً إضافيا في المواقع الأثرية المرتبطة بمملكة يهودا، بما في ذلك مدينة داود ورمات راحيل وفي نبع عين جويزة بالقرب من اللولجة. عثر أيضاً على تيجان بروتو-إيوليك في المواقع الأثرية في الأردن المعاصر: وعثر على 6 عناصر في مواقع مرتبطة بمملكة موآب. وعثر على أجزاء من تاج آخر في قلعة عمان، موقع ربة عمون القديمة، عاصمة العمونين.
تم اقتراح الاسم الأكثر ملاءمة وحيادية "تيجان العصر الحديدي الحلزوني من بلاد الشام". الارتباط بالنظام الإيوليكي الذى يسبقونه،[بحاجة لمصدر] معقد إلى حد ما وربما يعتمد على الاستخدام العام لزخرفة أشجار النخيل في جميع أنحاء الشرق الأدنى القديم.

## النظام الأيوليكي في آسيا الصغرى

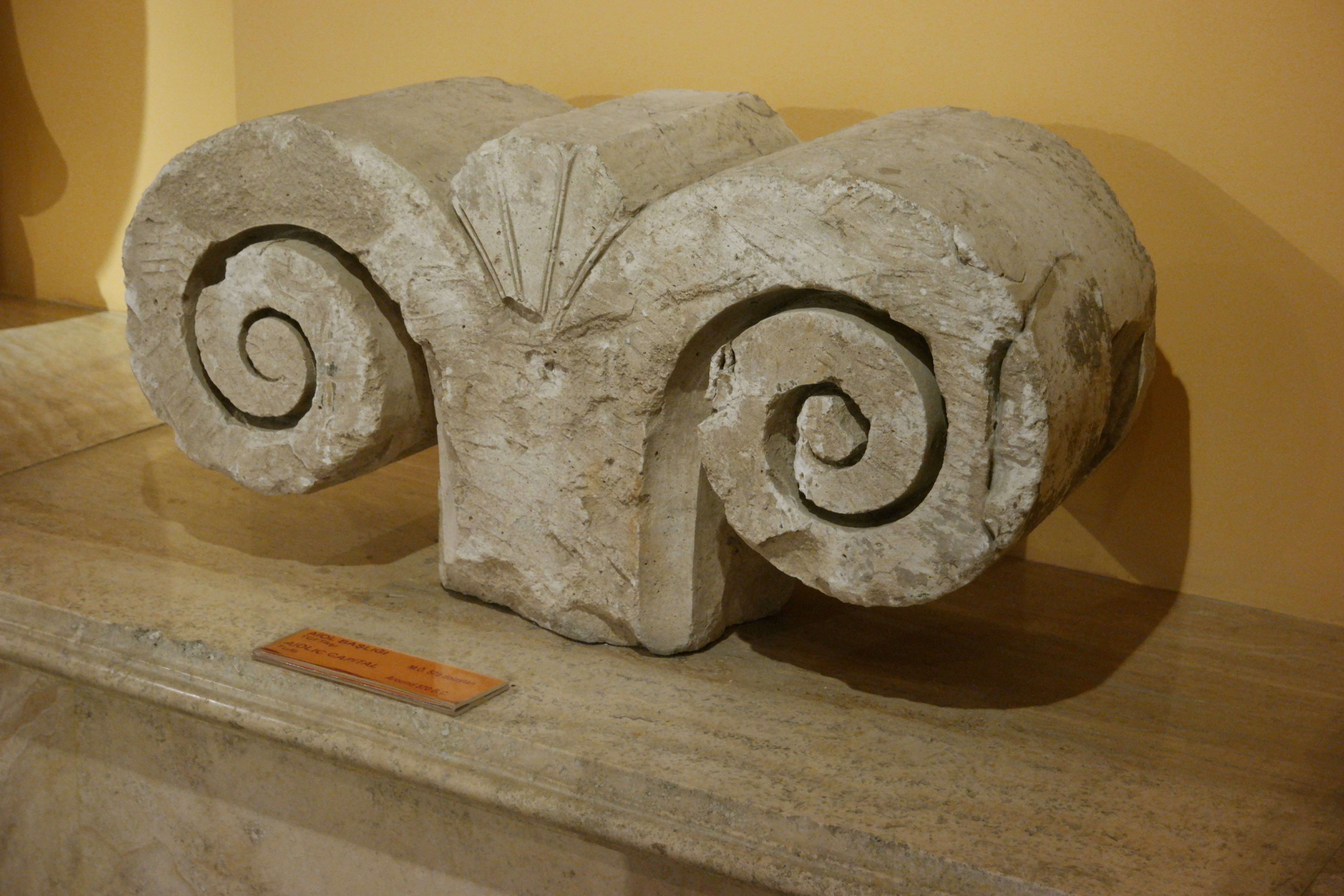
العاصمة الأيوليكية من معبد أثينا في سميرنا القديمة

تطور الشكل الأيوليكي في شمال غرب آسيا الصغرى، من العواصم السورية والفينيقية. كما يظهر في بعض المعابد في صقلية، وسمي بهذا الاسم نسبة إلى المستعمرات الإيولية في شمال غرب آسيا الصغرى. أقدم الأمثلة الباقية للنظام الأيوليك معاصرة لظهور النظامين الأيوني والدوري في القرن السادس قبل الميلاد. اقترحت بعض السلطات أن النمط الأيوني يمثل تطورًا للأسلوب الأيوليك، لكن آخرين يختلفون معه.
توقف النظام الأيوليكي عن الاستخدام في نهاية العصر القديم.

## أشكال أخرى مرتبطة

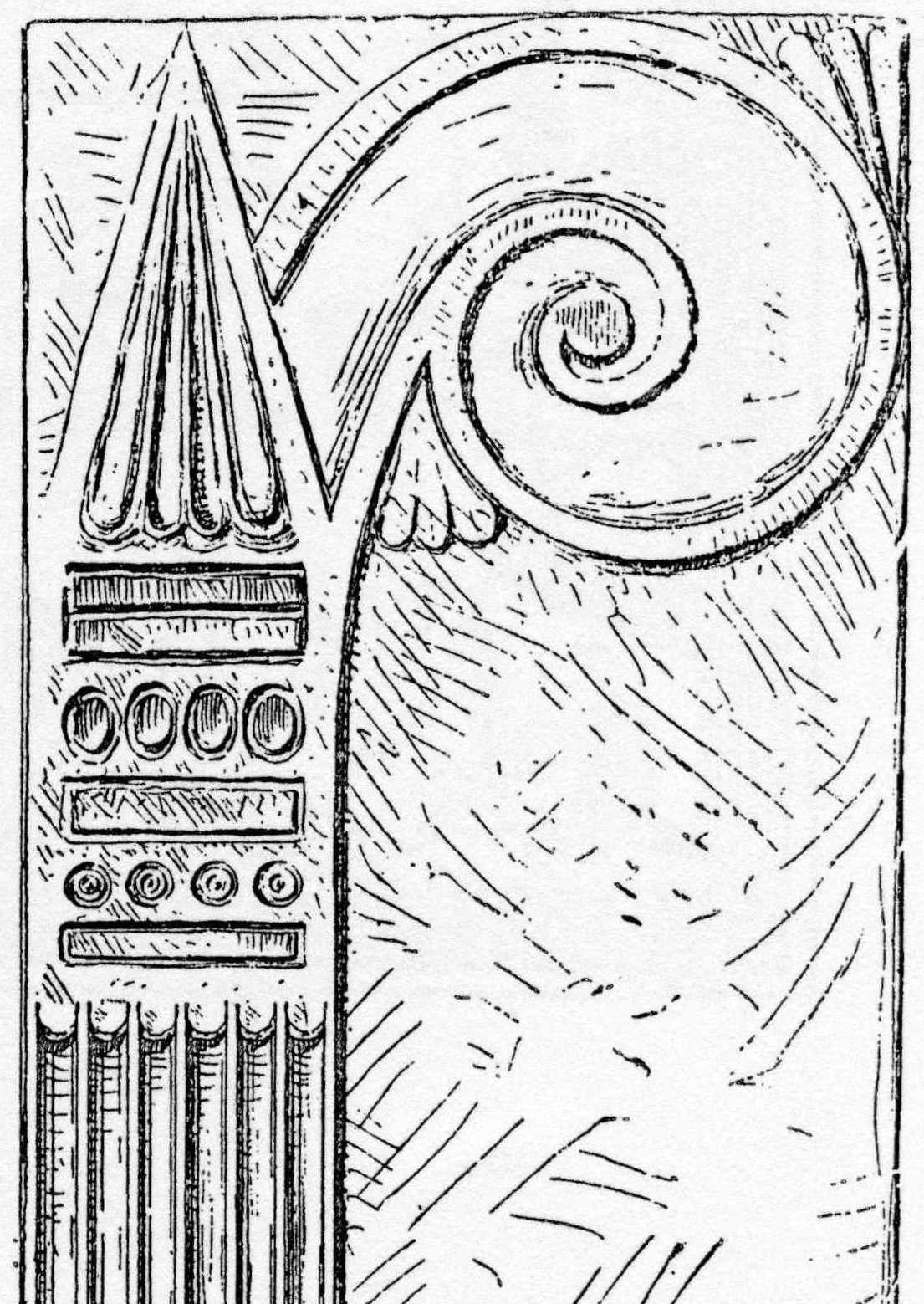
عمود إيوليك بنصف رأس المال، في متحف باردو الوطني من تونس (تونس)

تُظهر بعض المقابر الأترورية تاجًا مشابهًا، به شكلان حلزونيان كبيران غير مستويين، ولكن لا توجد سعيفة في المنتصف كما هو الحال في قبر النقوش.

### الترتيب الأيوليكي
- Jenkins، Ian (2006). Greek Architecture and Its Sculpture. Harvard University Press. ص. 19. ISBN:9780674023888. مؤرشف من الأصل في 2022-11-13. اطلع عليه بتاريخ 2020-08-03.
- Ionic order, Foundation of the Hellenic World. Aeolic order in relation to Ionic and Doric orders, image. Accessed September 2020.
- Just a Second: Aeolic Order, The Art Minute: Short Lessons in Art History. Accessed September 2020.
- Aeolic Capital, Oxford Reference. Accessed September 2020.
- Aeolic capital, The Oxford Companion to Architecture. Accessed September 2020.
- Aeolic Order, Archaeologs project. Accessed September 2020.
- Architectural Orders, Classical Art Research Centre. Accessed September 2020.
- Aeolic-capital, Encyclopædia Britannica. Accessed September 2020.

### رأس المال البدائي الأيوليك
- Proto-Aeolic Capital, Ancient History Encyclopedia Foundation. Accessed September 2020.
- Ein Mor, Daniel. Walajeh ('Ain Joweizeh): Preliminary Report, Hadashot Arkheologiyot, Volume 125, Year 2013 (16/06/2013). Proto-Aeolic capital in context: the opening of a water system (tunnel spring) façade. Accessed September 2020.
- At popular Jerusalem promenade, archaeologists find a First Temple-era palace, Times of Israel, posted and accessed 3 September 2020. Latest finds of numerous Proto-Aeolic capitals.